# とうもろこし/Earth Child
「とうもろこし/Earth Child」（とうもろこし/アース チャイルド）は、遊助の13枚目のシングル。2013年8月7日にソニー・ミュージックレコーズから発売された。

## 概要
前作「檸檬」から約6か月ぶりのシングルである。「とうもろこし」は前作と同じく黄色に関連した物をシングルタイトルにしている。
本作は2011年11月9日に発売された「一笑懸命/イナヅマ侍」以来の両A面になっている。
「とうもろこし」はキャリア大学の2013年度の校歌に採用されている。
「Earth Child」はブラジルの先住民族歌手「ジジュエイナ・チクナ」とのコラボ曲になっている。
通常盤に収録されている「He is Me」は、フジテレビの『めざましテレビ』（2013年5月6日放送）でレコーディングに密着された時に番組スタッフに話を聞きそれをヒントに作った曲である。また、この曲のMVがファンの投稿した写真などによって作成され、YouTube限定で公開された。カップリング曲のMVが作成されたのは本シングルが初である。
初回生産限定盤Bにはアマゾン仕様フォトブックレットが付属される。シングルの特典にフォトブックレットが付属されるのは初である。
また、初回生産限定盤Bのジャケットには、後ろ姿ではあるが、遊助本人が出演している。遊助本人がジャケットに出演するのは2012年「Baby Baby」（幼少期の写真）以来1年半ぶり、現在の本人が出演するのは2009年「いちょう」以来4年ぶりとなる。

## CDタイプ
- 初回生産限定盤A
  - CD+DVD (5min)
- 初回生産限定盤B
  - CD+DVD (4min) +アマゾン仕様フォトブックレット付
- 通常盤
  - 初回仕様限定盤のみ、ポケットカレンダーランダム封入

## 収録曲
全曲、作詞：遊助

### 通常盤
1. とうもろこし
作曲・編曲：重永亮介
  - キャリア大学 2013年度校歌
2. Earth Child
作曲・編曲：Soulife
3. Tropical
作曲：すみだしんや、編曲：前嶋康明
4. He is Me
作曲・編曲：今井大介

### 初回生産限定盤A（DVD付）
CD
1. とうもろこし
2. Earth Child
3. Tropical
4. とうもろこし-instrumental-

DVD
1. とうもろこし Music Video

### 初回生産限定盤B（DVD付）
CD
1. Earth Child
2. とうもろこし
3. Tropical
4. Earth Child-instrumental-

DVD
1. Earth Child Music Video